# Poa piperi
Poa piperi là một loài cỏ trong họ hòa thảo, thuộc chi poa.